# Maraca (Panamá)
Maraca es un corregimiento del distrito de Müna en la comarca Ngäbe-Buglé, República de Panamá. La localidad tiene 3.224 habitantes (2010).